# Arnaldo Sampaio
António Arnaldo de Carvalho Sampaio GOB • GCM (Gémeos, Guimarães, 7 de Junho de 1908 – Campolide, Lisboa, 19 de Outubro de 1984) foi um médico português especialista em Saúde Pública.

## Biografia
Filho do capitalista José Leite de Carvalho (Mesão Frio, Guimarães, 24 de janeiro de 1876 – Gémeos, Guimarães, 5 de maio de 1935) e de sua mulher (São Paio de Vizela, Vizela, 6 de Outubro de 1902) Emília de Sampaio Bastos (Fafe, Fafe, 3 de Abril de 1866 – Gémeos, Guimarães, 29 de novembro de 1946), doméstica.
A 16 de abril de 1937, casou civilmente em Lisboa com Fernanda Bensaúde Branco (São José, 13 de dezembro de 1908 – Campolide, Lisboa, 13 de Fevereiro de 2000), professora particular de inglês, filha de Fernando Augusto Branco e de sua mulher Sarah Bensliman Bensaúde (Ponta Delgada, 8 de junho de 1880 – Lisboa, 1976), Judia Sefardita que se converteu ao Catolicismo. Foram pais de Jorge Sampaio e Daniel Sampaio.
Entre as décadas de 1950 e de 1970, depois de estudar na primária e no Liceu de Guimarães, foi cursar medicina na Faculdade de Medicina da Universidade do Porto, onde se tornou professor catedrático. Licenciado em medicina e mestre em saúde pública pela Escola de Saúde Pública da Universidade Johns Hopkins dos Estados Unidos da América, mais tarde doutor, foi chefe dos Laboratórios de Bacteriologia e Virologia, inspetor Superior de Saúde, responsável do Instituto Superior de Higiene, diretor do Gabinete de Estudos e Planeamento do Ministério da Saúde, professor catedrático da Escola Nacional de Saúde Pública da Universidade Nova de Lisboa e diretor-geral de saúde. Esteve no Centro Mundial da Gripe em Londres, criou e dirigiu os Laboratórios de Virologia e Bacteriologia do Instituto Ricardo Jorge, onde efectuou estudos que deram origem ao Plano Nacional de Vacinação contra a Poliomielite, tendo chegado a ser membro do Conselho Executivo da Organização Mundial de Saúde. Por tudo isto, Arnaldo Sampaio é considerado o médico português que chegou mais alto em termos de estatuto mundial.[carece de fontes?]
A acção de Arnaldo Sampaio, enquanto director-geral de saúde, entre 1972 e 1978, notabilizou-se pela concepção dos Centros de Saúde e o avanço para a instalação de 202 pelo país, sendo os de Guimarães, Vila Verde e o Fafe, os três centros-piloto. Arnaldo Sampaio estabeleceu ainda, enquanto executor deste alto cargo do Estado, protocolos de cooperação com as misericórdias proprietárias então da generalidade dos hospitais e criou ainda o Serviço Médico à Periferia e foi ainda responsável pela direcção, entre 1974 e 1976 da Escola Nacional de Saúde Pública. Ele tinha uma concepção totalmente nova da saúde, a qual pretendia torná-la realmente pública, quer fazendo-a chegar a todos os cidadãos, quer pela generalização pelo país dos centros de saúde, quer sensibilizando a classe médica, através da formação, para a ideia de que o exercício exclusivo da medicina privada limitava o acesso generalizado da população portuguesa à saúde. Esta ideia, como outras, um tanto ou quanto democráticas demais para a altura, ficaram bem expressas numa entrevista concedida a 10 de março de 1972 ao "Diário de Lisboa", “poucos dias antes do 25 de Abril”, conforme assinalou Daniel Sampaio, que não resistiu, em Guimarães, a “ler três linhas” dessa mesma entrevista, na inauguração, em 2002, do Centro de Saúde Professor Arnaldo Sampaio, em Urgezes, Guimarães, onde “o meu pai deixou a sua concepção dos centros de saúde”. “Nesta entrevista” - frisou Daniel Sampaio – “estão muitas ideias que ele defendia e que continuam a ser perfeitamente actuais e algumas, infelizmente, continuam a não ser colocadas em prática... Tudo para dizer que a luta de Arnaldo Sampaio precisa de ser continuada por todos aqueles com responsabilidade na área da saúde pública”.
A 18 de Dezembro de 1973, foi feito grande-oficial da Ordem de Benemerência. A 9 de Junho de 1993, recebeu a grã-cruz da Ordem do Mérito.
Morreu a 19 de outubro de 1984, vítima de aterosclerose do sistema nervoso central, na freguesia de Campolide, em Lisboa, onde residia na Rua de Campolide, n.º 51, 6.º direito. Foi sepultado no Cemitério do Alto de São João, em jazigo de família.
Levam o seu nome: o Largo Prof. Arnaldo Sampaio em Campolide, Lisboa; a Rua Prof. Doutor Arnaldo Sampaio, em Azurém, Guimarães; a Rua Arnaldo Sampaio, na Charneca da Cotovia, Castelo, Sesimbra; o Centro de Saúde Prof. Arnaldo Sampaio, em Urgezes, Guimarães, inaugurado em 2002; e o Centro de Saúde Dr. Arnaldo Sampaio, em Marrazes, Leiria. Na inauguração do primeiro destes Centros de Saúde, compareceram os seus filhos Jorge Sampaio e Daniel Sampaio, os quais descerraram a placa que agora dá o nome de Centro de Saúde Prof. Dr. Arnaldo Sampaio à sede da Amorosa do Centro de Saúde de Guimarães. Jorge Sampaio corroborou a opinião do seu irmão de que “a luta” do homem que quis generalizar cuidados de saúde de qualidade a toda a população na área da prevenção “ainda precisa de ser continuada”. Daniel Sampaio referiu-se à vida e obra de seu pai, o insigne médico, investigador e mentor da criação dos centros de saúde no país, nascido em Guimarães, em Gémeos, cujo nome foi instituído no passado sábado no Centro de Saúde de Guimarães, um dos centros-piloto, dos 202 com os quais avançou, enquanto director-geral de saúde, em 1972. Várias foram as personalidades ligadas à família de Arnaldo Sampaio, à área da saúde, à política local e nacional e prestigiadas figuras da cidade e do distrito, que esperavam os representantes da família Sampaio, para homenagear o vimaranense.